# Charlotte Cooper
Charlotte Reinagle Cooper Sterry (f. Charlotte Reinagle Cooper) (født 22. september 1870 i Ealing, Middlesex, England, død 10. oktober 1966 i Helensburgh, Skotland) var en britisk tennisspiller, der bl.a. vandt fem Wimbledon-mesterskaber i damesingle i perioden 1895-1908 og blev den første kvindelige olympiske mester i tennis i 1900.
Cooper Sterry havde en offensiv spillestil og løb til nettet, når muligheden bød sig, og hendes flugtspil var enestående i en tid, hvor dette fortsat var en sjældenhed i kvindetennis. Hun var en af de få kvinder, der på hendes tid servede overhånds, og hendes styrker var især stabilitet, temperament og taktisk snilde.
Hun blev optaget i International Tennis Hall of Fame i 2013.

## Biografi
Charlotte Cooper blev født den 22. september 1870 på Waldham Lodge i Ealing, Middlesex, England. Hun var mølleren Henry Cooper og hans kone Teresa Georgina Millers yngste datter. Hun lærte at spille tennis i Ealing Lawn Tennis Club, hvor hun først blev trænet af H. Lawrence og senere af Charles Martin og Harold Mahony. Hun vandt sin første seniortitel i 1893 i Ilkley.

### Wimbledon-resultater
Mellem 1893 og 1917 deltog hun i Wimbledon-mesterskaberne 21 gange. I hendes Wimbledon-debut nåede hun semifinalen i damesingle, hvor hun tabte til Blanche Bingley Hillyard. Hun vandt mesterskabet for første gang i 1895 ved at slå Helen Jackson i finalen i all comers-turneringen, hvor hun bar en ankellang kjole i overensstemmelse med datidens mode. I den kamp var hun bagud med 0-5 i begge sæt men formåede alligevel at vinde med 2-0 i sæt. Året efter forsvarede hun med held sin titel i udfordringsrunden mod Alice Pickering. Mellem 1897 og 1901 blev titlerne delt mellem Cooper Sterry (1898, 1901) og Bingley Hillyard (1897, 1899, 1900). I 1902 blev kampen i udfordringsrunden mod Muriel Robb afbrudt på grund af regn ved stillingen 6-4, 11-13. Kampen blev næste dag spillet om (fra starten af), hvor Robb vandt 7-5, 6-1, hvilket betød at kampen i alt havde bestået af 53 partier, hvilket på daværende tidspunkt var rekord for en damesinglefinale. Efter at være blevet mor til to børn vandt hun sin sidste titel i 1908, hvor hun besejrede Agnes Morton med 2-0 i sæt i all comers-finalen efter syv års pause og i en alder af 37 år og 282 dage. Hun er fortsat den ældste Wimbledon-mester i damesingle, og hendes rekord på otte singlefinaler i træk holdt indtil 1990, hvor Martina Navratilova nåede damesinglefinalen for niende år i træk.
Derudover vandt hun endvidere syv All England-titler i mixed double: fem gange sammen med Harold Mahoney (1894–1898) og én gang sammen med henholdsvis Laurence Doherty (1900) og Xenophon Casdagli (1908). I 1913 nåede hun finalen i det første Wimbledon-mesterskab i damedouble sammen med Dorothea Douglass – 18 år efter hun vandt sin første Wimbledon-titel.

### Andre resultater
Hun vandt singletitlen ved Irish Lawn Tennis Championships, der dengang var en prestigefyldt turnering, i 1895 og 1898. Ved de olympiske lege i Paris i 1900, hvor kvinder for første gang deltog i de olympiske lege, vandt Cooper Sterry damesingleturneringen i tennis. Den 11. juli 1900 besejrede hun Hélène Prévost med 2-0 i sæt i finalen og blev dermed ikke blot den første kvindelige olympiske mester i tennis, men også den første kvindelige olympiske mester i en individuel disciplin. Sammen med Reginald Doherty vandt hun også den olympiske mixed double-turnering efter finalesejr på 2-0 i sæt mod Hélène Prévost og Harold Mahoney. I 1902 vandt hun damesingle- og mixed double-titlen ved turneringen i Bad Homburg i Tyskland samt singletitlen ved det schweiziske mesterskab i Ragatz. Cooper Sterry forblev aktiv i konkurrencetennis og spillede mesterskabsturneringer indtil hun var i 50'erne.

### Privatliv
Den 12. januar 1901 giftede hun sig med Alfred Sterry, en sagfører, der blev formand for Lawn Tennis Association. De fik to børn: Rex (født 1903) som var næstformand i All England Lawn Tennis and Croquet Club i 15 år i 1960'erne og 1970'erne, og Gwen (født 1905), en tennisspiller, som deltog i Wimbledon-mesterskaberne og spillede på Storbritanniens Wightman Cup-hold.
Cooper Sterry, der havde være døv siden hun var 26 år, døde den 10. oktober 1966 i en alder af 96 år i Helensburgh, Skotland.